# Sagdalen Station
Sagdalen Station (Sagdalen stasjon eller Sagdalen holdeplass) er en jernbanestation på Hovedbanen, der ligger i Skedsmo kommune i Norge. Stationen, der blev etableret i 1938, består af to spor med hver sin perron og læskure. Den betjenes af lokaltog mellem Spikkestad og Lillestrøm.